# Servicio de Oceanografía, Hidrografía y Meteorología de la Armada
El Servicio de Oceanografía, Hidrografía y Meteorología de la Armada (SOHMA) constituye, dentro del seno de la Armada Nacional, en la Oficina Hidrográfica de República Oriental del Uruguay. Su sede se encuentra en el barrio de Capurro, a 10 minutos del puerto de Montevideo.
Provee al público en general de datos oceanográficos, pronósticos meteorológicos e información sensible para la navegación, a través de Avisos a los Navegantes (AVURES). Asimismo tiene la responsabilidad de confeccionar y poner a disposición la cartografía oficial de las áreas de jurisdicción del país. Finalmente, planifica y ejecuta relevamientos hidrográficos, ya sea a través de la lancha hidrográfica Trieste o embarcaciones menores pertenecientes al Servicio.

## Historia

### Primeros años
El 15 de mayo de 1916 se crea por medio de un Decreto del Poder Ejecutivo, la División "Servicio Hidrográfico", con el cometido de llevar adelante los relevamientos hidrográficos de los ríos limítrofes, costa oceánica y la Laguna Merin, así como la producción de la cartografía náutica de éstas vías navegables. Tan solo cinco años después, el Servicio Hidrográfico es asignado como el representante de las comunicaciones del país ante la Oficina Hidrográfica Internacional (OHI). A partir de 1925 comienza la distribución de cartografía papel producida por el Servicio, la cual se incrementaría gradualmente. En 1934, en complemento a la relación establecida unos años antes con la OHI, un nuevo Decreto del Poder Ejecutivo estableció que el repertorio de normas técnicas que regulan al Servicio estuvieran estrictamente de acuerdo a las resoluciones de dicha Organización, y dos años después, una vez que Uruguay se convierte en su miembro pleno, el Servicio Hidrográfico es designado como su representante. A partir de la década del '70, se produce la incorporación de nuevas áreas de desarrollo (Oceanografía desde 1973 y Meteorología Marina desde 1977), lo que lleva finalmente a adquirir su denominación actual.

### Desarrollos recientes
En el inicio del nuevo siglo, el Servicio dio importantes pasos hacia el desarrollo de su cartografía náutica; primero con el comienzo de la producción de cartas náuticas por medios digitales en 2001 y luego con los primeros pasos hacia la confección de cartas náuticas electrónicas en 2003. En cuanto a la integración regional, a través de la Resolución N°84.079 del Poder Ejecutivo del 27 de noviembre de 2006, se autoriza a SOHMA a representar al Uruguay en la recientemente creada Comisión Hidrográfica del Atlántico Sud Occidental (CHAtSO), comisión regional de la OHI, y de manera similar a la Comisión Hidrográfica de la Antártida (HCA), por medio de la Resolución N°85.364 del 23 de junio de 2008. En tal sentido, desde entonces ha albergado las reuniones anuales de CHAtSO en 2009 y 2012, y de HCA en 2012.
Finalmente, en el año 2010 Uruguay a través del SOHMA firma un convenio con el IC-ENC (Centro Regional para Cartas Náuticas Electrónicas), ubicado en el Reino Unido, a través del cual las celdas o cartas electrónicas confeccionadas por el Servicio pasan a recibir una rigurosa auditoría de control de calidad que le permiten obtener un certificado que respalda a las mismas en su distribución mundial y facilita su adquisición para todas las embarcaciones, ya sean comerciales o de turismo, en su acceso a los puertos nacionales. Desde el año de 2012 que es validado el primer lote de diez celdas, se ha alcanzado en la actualidad un total de 27 cartas electrónicas producidas y certificadas por dicho Centro, colocando a las mismas al máximo nivel de calidad de confección.

## Organización

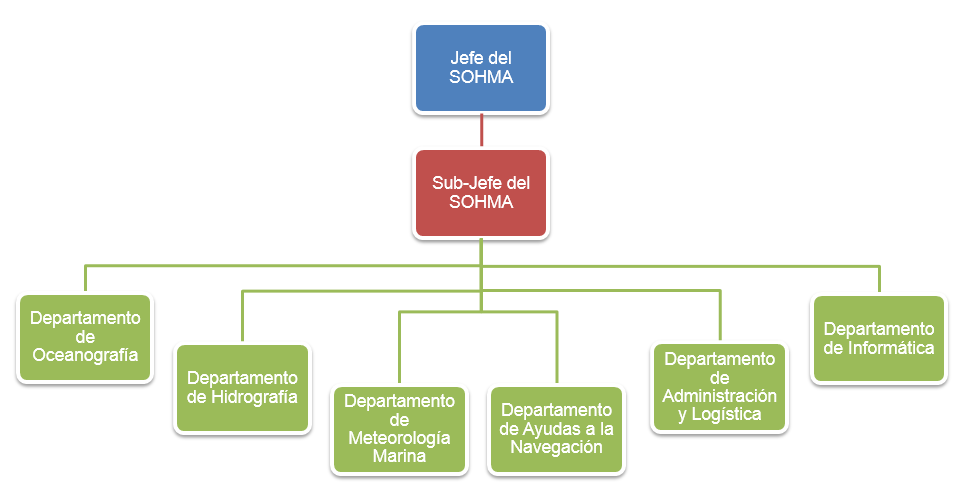
Organigrama de SOHMA

El SOHMA tiene desde 1970 su sede en la Calle Capurro 980 esquina Avenida Agraciada, contando allí con dos edificios; la Casona "Antonio Lussich" y el Laboratorio "Capitán de Navío Francisco P. Miranda". Con frente a la avenida se encuentra la Casona "Antonio Lussich" o Edificio Principal del SOHMA, donde funcionan las oficinas de la Jefatura, Secretaría y el alojamiento de la Plana Mayor y Personal Subalterno de la Unidad. Esta construcción, que se remonta a finales del siglo XIX, contiene una muy rica historia, debido a que en ella vivió durante su mandato el entonces Presidente Gabriel Terra, recibiendo en 1933 la ilustre visita del cantautor Carlos Gardel. Asimismo, ya oficiando como sede del SOHMA, es de destacar que la Comisión de Asuntos Internacionales de la Cámara de Senadores, sesionó en su Salón Principal en el año 1972, siendo entonces su Presidente el Senador Wilson Ferreira Aldunate. Este edificio constituye parte del Patrimonio Histórico de Uruguay, y dada su exquisita arquitectura antigua perfectamente preservada, constituye un deleite para los entusiastas visitantes que llegan al SOHMA cada año en el ya tradicional “Día del Patrimonio”.

### Archivo Técnico y Departamento de Administración y Logística

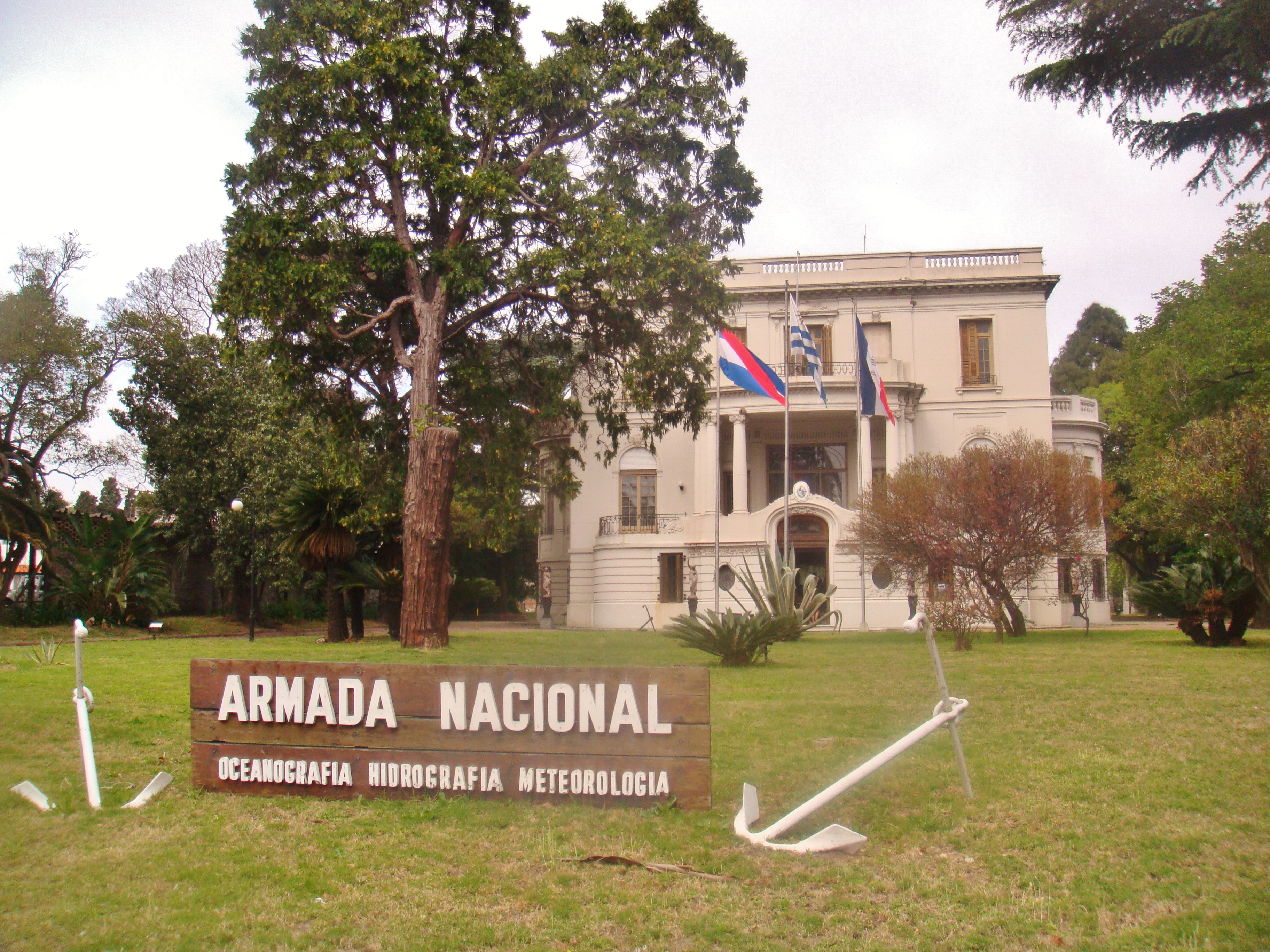
Casona "Antonio Lussich", edificio principal del SOHMA.

En la Casona "Antonio Lussich", asimismo funciona el Archivo Técnico y Biblioteca de la Unidad, donde se conservan los originales de todas las publicaciones, documentación técnica, cartas y planos de levantamiento confeccionados a lo largo de toda la historia del Servicio. Más allá de constituir un pequeño “museo institucional” de documentaciones en sí mismo, periódicamente se convierte en una fuente de consulta primaria para la realización de nuevos trabajos, en especial a la hora de la publicación de nuevas cartas náuticas.
Por otro lado, en este edificio se encuentra el Departamento de Administración y Logística, el cual brinda apoyo en las más diversas áreas para el sostenimiento de las tareas que realiza el resto del Servicio.

### Departamento de Oceanografía

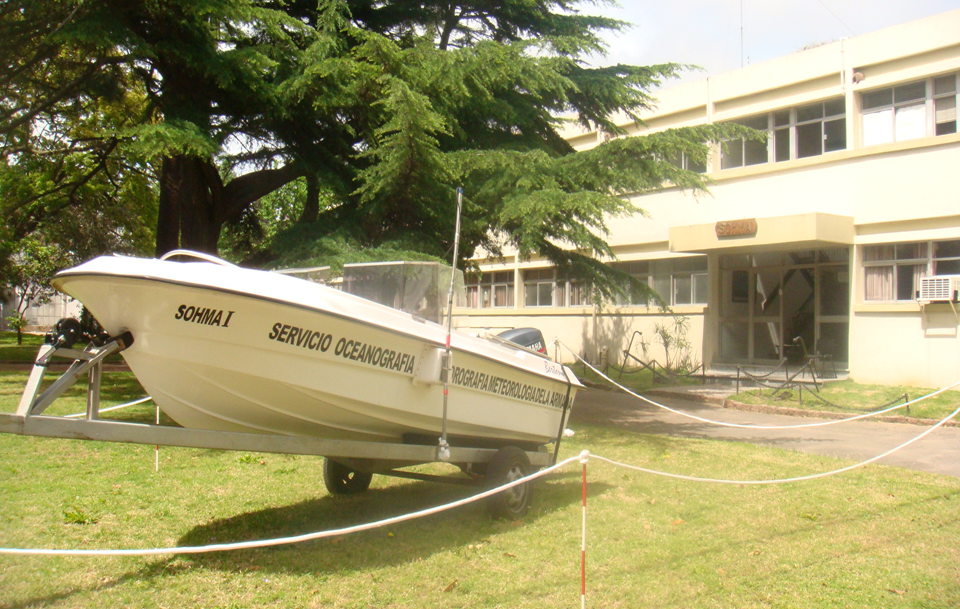
Laboratorio "Capitán de Navío Francisco P. Miranda" y Lancha "SOHMA 01".

Regresando a la descripción edilicia que compone al SOHMA, dentro del mismo predio se encuentra el Laboratorio “Capitán de Navío Francisco P. Miranda”, construido en el año 1982. Allí es donde se concentran las actividades de las áreas técnicas que componen en gran parte las funciones y la propia misión de la Unidad. En su planta baja, se encuentran los diversos laboratorios que pertenecen al Departamento de Oceanografía. Allí se realizan las más variadas actividades, desde el procesamiento de los datos de mareas y corrientes provenientes de las estaciones oceanográficas instaladas en diversos puntos del territorio marítimo del país e Isla Rey Jorge en la Antártida, la confección de Tablas de Mareas y el análisis químico de las muestras de agua obtenidas en campañas. Por otra parte se realizan estudios geológicos de las muestras de lecho marino obtenidas a lo largo de las vías navegables y el análisis de calidad de lubricantes y combustibles para los buques de la Flota Naval.

### Departamentos de Informática y Meteorología Marítima

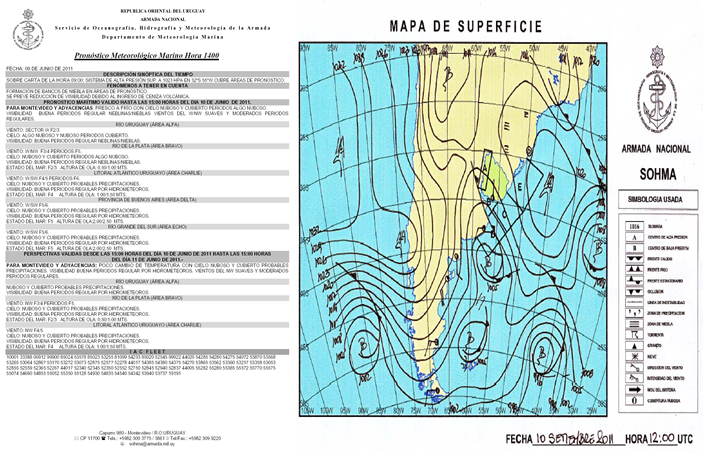
Mapa de superficie y pronóstico disponible en el [http://www.sohma.armada.mil.uy/ sitio web de SOHMA

En el primer piso del Laboratorio comparten varios Departamentos sus funciones. El primero de ellos es Informática, el cual brinda el soporte técnico en el área a los demás Departamentos para que cumplan sus respectivas funciones, así como el mantenimiento del servidor desde el cual opera la página web del SOHMA, donde se ofrece a los usuarios la disponibilidad de datos de la red de estaciones meteorológicas y los pronósticos y avisos que afecten la seguridad a la navegación.
El segundo de ellos es Meteorología Marina, donde se obtienen, procesan y diseminan datos meteorológicos, con el fin fundamental de proveer al navegante de información que le permita prever condiciones que afecten la seguridad en la navegación marítima en las áreas de interés y competencia del país. Para ello cuenta con un sistema de predicción meteorológica sostenido a partir de la constante labor del personal profesional del Departamento y obtenida mediante las diversas estaciones de monitoreo diseminadas en Uruguay.

### Departamento de Ayudas a la Navegación
Las alertas que surgen a partir de la labor del personal de Meteorología, requieren ser diseminadas con la premura debida al usuario final, sin importar el día ni la hora en que estas acontezcan. Ello se logra mediante el aporte del Departamento de Ayudas a la Navegación el cual, junto a los avisos meteorológicos, difunde con prontitud todas aquellas novedades y situaciones anormales referidas al balizamiento, operaciones de remolque u otros tipos de salvataje de embarcaciones, denuncias de obstrucciones y bajofondos previamente no identificados y ejercicios de tiro entre otros, mediante mensajes navales denominados “Avisos Urgentes a los Navegantes” o simplemente conocidos como AVURES. Sin embargo, este Departamento cuenta con varias funciones adicionales, entre las que se encuentran: la confección de publicaciones náuticas (Lista de Faros, Libro de Símbolos y Abreviaturas utilizados en Cartas Náuticas y los propios folletos mensuales de AVURES, entre otros); el mantenimiento al día de las “cartas patrón”, es decir, una versión de cada una de las cartas náuticas nacionales, actualizadas por AVURES definitivos que afecten las mismas; mantener el inventario de instrumental náutico, cartas y publicaciones proporcionado a las Unidades y Reparticiones de la Armada Nacional y finalmente, constituir la cara visible del SOHMA al público en general que se acerca a sus oficinas, con el fin de adquirir para su uso particular las cartas y publicaciones náuticas que en se confeccionan en el Servicio.

### Departamento de Hidrografía

#### División Campañas

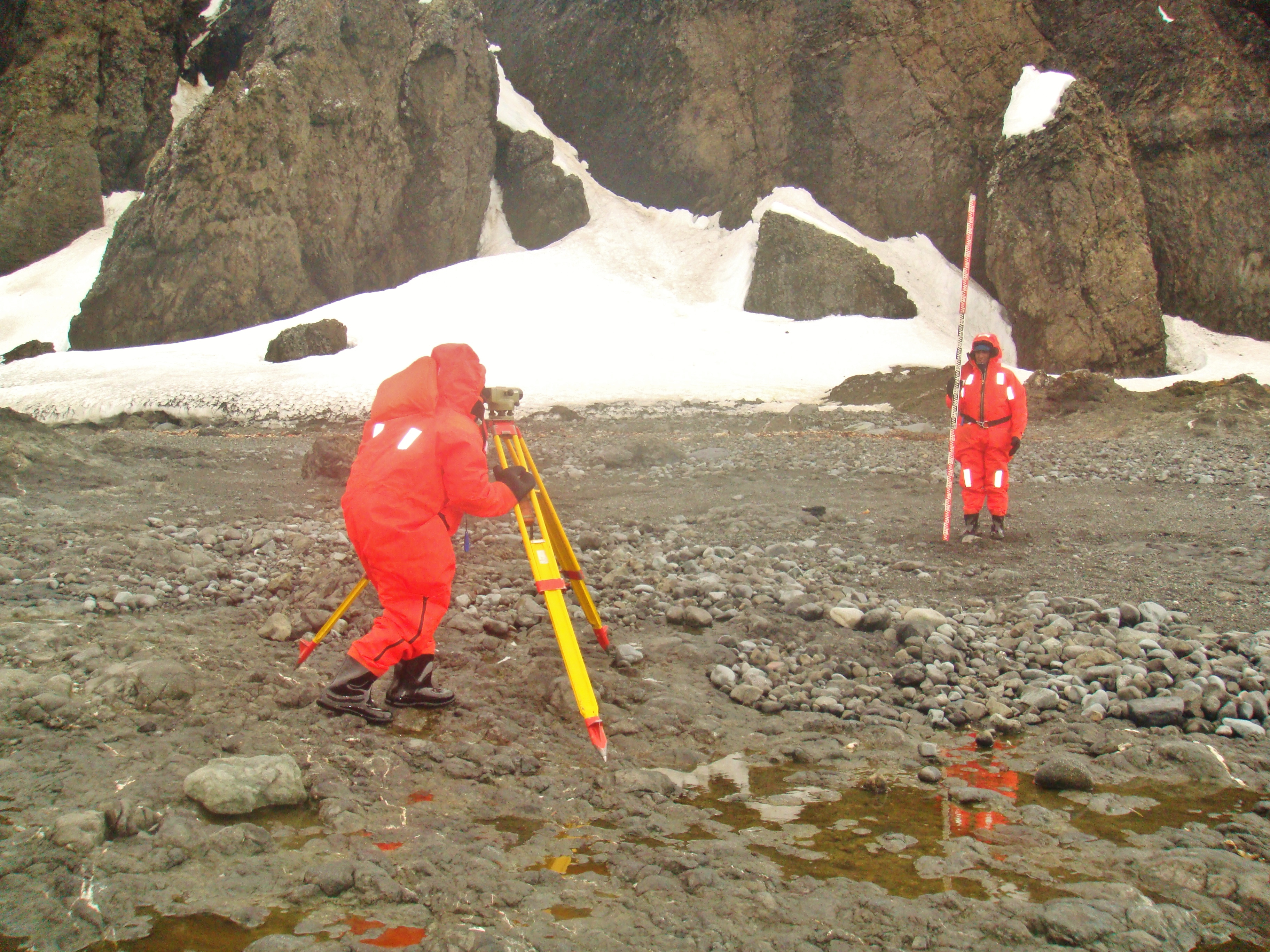
Mediciones topográficas realizadas en Isla Rey Jorge, en proximidades de la Base antártica uruguaya "Artigas".

Finalmente, ocupando parte del primer piso se encuentran las oficinas del Departamento de Hidrografía. Las tareas que involucra a esta área técnica del SOHMA son muy variadas y forman parte de una serie de procesos que van desde la obtención de los datos de campo, es decir, en el área de trabajo, hasta su presentación final como información disponible al usuario bajo el formato de carta náutica. En este sentido, el Departamento se encuentra conformado por tres Divisiones que engloban respectivamente estas tareas específicas. En primera instancia se encuentra Campañas, la cual se encarga del mantenimiento del instrumental utilizado en las mediciones de profundidades o levantamientos batimétricos. Asimismo, el personal subalterno que integra dicha División constituye buena parte de las dotaciones en las diferentes comisiones que se realizan a lo largo de las vías marítimas, lacustres y fluviales del país, estando bajo la dirección de un Oficial subalterno con especialidad de Hidrógrafo.

Para la realización de dichas campañas hidrográficas, se emplean diversas plataformas, que van desde el Buque Científico Oyarvide (ROU 22), pasando por la lancha hidrográfica Trieste y hasta la Lancha SOHMA 01 con la que cuenta el Servicio. Estas tareas son llevadas adelante mediante el empleo de ecosondas, es decir, instrumentos que permiten la determinación de la profundidad mediante el uso de pulsos acústicos que gracias al conocimiento de la velocidad del sonido en la columna de agua donde se está realizando la medición, permite indirectamente determinar la distancia vertical entre el equipo y el lecho marino. Los ecosondas pueden ser de dos tipos generales; Monohaz, en los cuales mediante un “eco” o “haz” lineal se realizan las mediciones o Multihaz, 

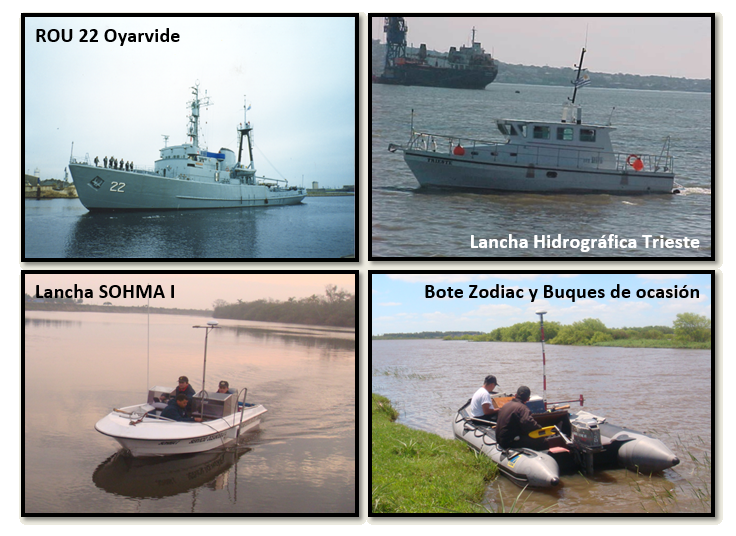
Embarcaciones empleadas para las campañas desarrolladas por SOHMA.

donde sobre la base de una serie de haces se realiza un “barrido” de toda un área, lo cual permite eventualmente, el 100% de cobertura de la zona de interés. Asimismo se emplean otros equipamientos con los que cuenta el Servicio, que incluyen Sonares de Barrido Lateral y Magnetómetro, para la detección de objetos sumergidos tales como buques hundidos.
Finalmente, cabe mencionar que durante el desarrollo de las campañas hidrográficas, se realizan otras tareas complementarias, entre otras, mediciones topográficas de línea de costa y de estructuras notorias desde la vía navegable, de modo de poder representarlas con precisión en las cartas náuticas.

#### División Procesamiento
Los datos obtenidos en las campañas, son proporcionados al siguiente escalón, que es la División Procesamiento. Allí se realiza un control, verificación y depuración de la información obtenida, de modo de filtrar las lecturas incorrectas del equipamiento utilizado y aplicar las correcciones que sean necesarias de modo de poder ser empleadas para la confección de cartografía. Asimismo, pueden ser complementadas mediante el uso de otras fuentes externas al SOHMA que puedan resultar de interés para las diversas publicaciones que realiza el Servicio. Procesamiento se encarga particularmente a su vez, de mantener una base de datos e información hidrográfica de las áreas de interés del país, así como el archivo de los diversos informes generados en las campañas.

#### División Cartografía

##### Cartografía Papel

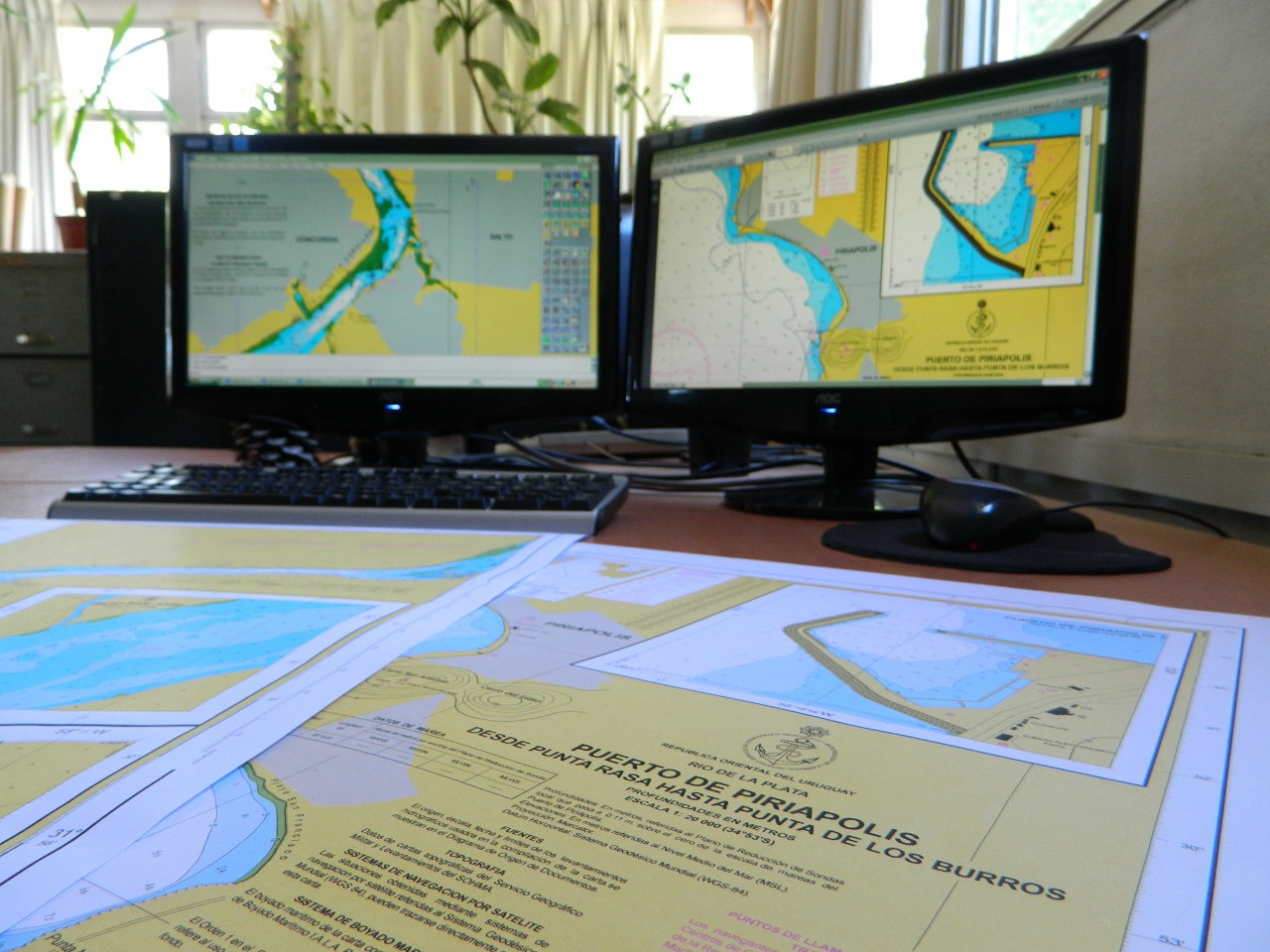
Cartografía asistida por computador

El resultado del trabajo de Procesamiento deriva en planos que son proporcionados al escalón final en la producción de cartas náuticas, que es la División Cartografía. Desde allí se realizan publicaciones bajo dos de los principales formatos existentes para cartas náuticas, que son el Papel y la Electrónica. La cartografía papel nacional es casi tan antigua como el propio SOHMA, siendo 1925 el año en que se publica la primera carta confeccionada por el Servicio. Desde entonces ha evolucionado en cuanto a las técnicas, metodologías y herramientas para su producción, sustituyendo desde 2001 a las cartas náuticas tradicionales por cartografía asistida por computador. Actualmente SOHMA cuenta con un Plan Cartográfico que abarca alrededor de 30 cartas náuticas, que permiten la segura navegación desde la plataforma continental uruguaya hasta el puerto de Paysandú en el Río Uruguay, todas ellas confeccionadas bajo los estándares de la Oficina Hidrográfica Internacional (OHI) para cartografía náutica y omitiendo el empleo de datum locales, de modo de que todas las posiciones obtenidas mediante equipos receptores de señal GPS puedan plotearse directamente sobre ellas.

##### Cartografía Electrónica
El otro pilar de la producción cartográfica del SOHMA es la Carta Náutica Electrónica (CNE). A diferencia de su contraparte en papel, las CNE son base de datos en sí mismas, ya que permiten el despliegue de informaciones adicionales a las que físicamente no son posibles de incluir en una hoja de papel (tales como fotografías, AVURES vigentes que afecten una determinada área, mayor detalle de objetos), de acuerdo a la escala o “zoom” que utilice el navegante, y a su vez, son completamente configurables a deseo y requerimiento del mismo una vez utilizadas. La producción de cartografía electrónica del SOHMA data de 2003 y constituye un presente con enormes perspectivas a futuro a nivel mundial. Luego del inicio de la distribución de las celdas o cartas electrónicas a través del IC-ENC en 2012, la producción de celdas aumentó exponencialmente de diez a casi una treintena en solo tres años. Actualmente se encuentra en distribución internacional el acceso completo desde la plataforma continental uruguaya hasta el puerto de Fray Bentos en el Río Uruguay, a través de 27 celdas.